# Hardstyle
Sous-genres
Sous-genres, big room hardstyle, rawstyle, euphoric hardstyle, rawphoric, xtra raw, reverse bass
Genres dérivés
Subground, bubstyle, psystyle, tekstyle, hard-psy, powerstomp
Genres associés
Techno hardcore, nu style
Le hardstyle (prononcé en anglais : [hɑːɹd staɪl]) est un genre de musique électronique ayant émergé aux Pays-Bas et en Belgique à la fin des années 1990 et au début des années 2000. Il se popularise par la suite dans les pays européens limitrophes et concrètement dans le monde au début des années 2010. Musicalement, le genre mêle techno hardcore et hard trance. Le style musical se caractérise principalement par une ligne de kicks et de basses lourds ou distordus, de mélodies et sons synthétisés dissonants, dont le tempo est généralement situé entre 140 et 165 BPM. Au fil du temps, les musiciens du genre parviennent à en tirer plusieurs sous-genres comme le happy hardcore, l'euphoric melody et le rawstyle, tous les styles en filiation avec le hardcore, kick and bass avec généralement une mélodie sensible, ou redondante.

## Histoire

### Origines

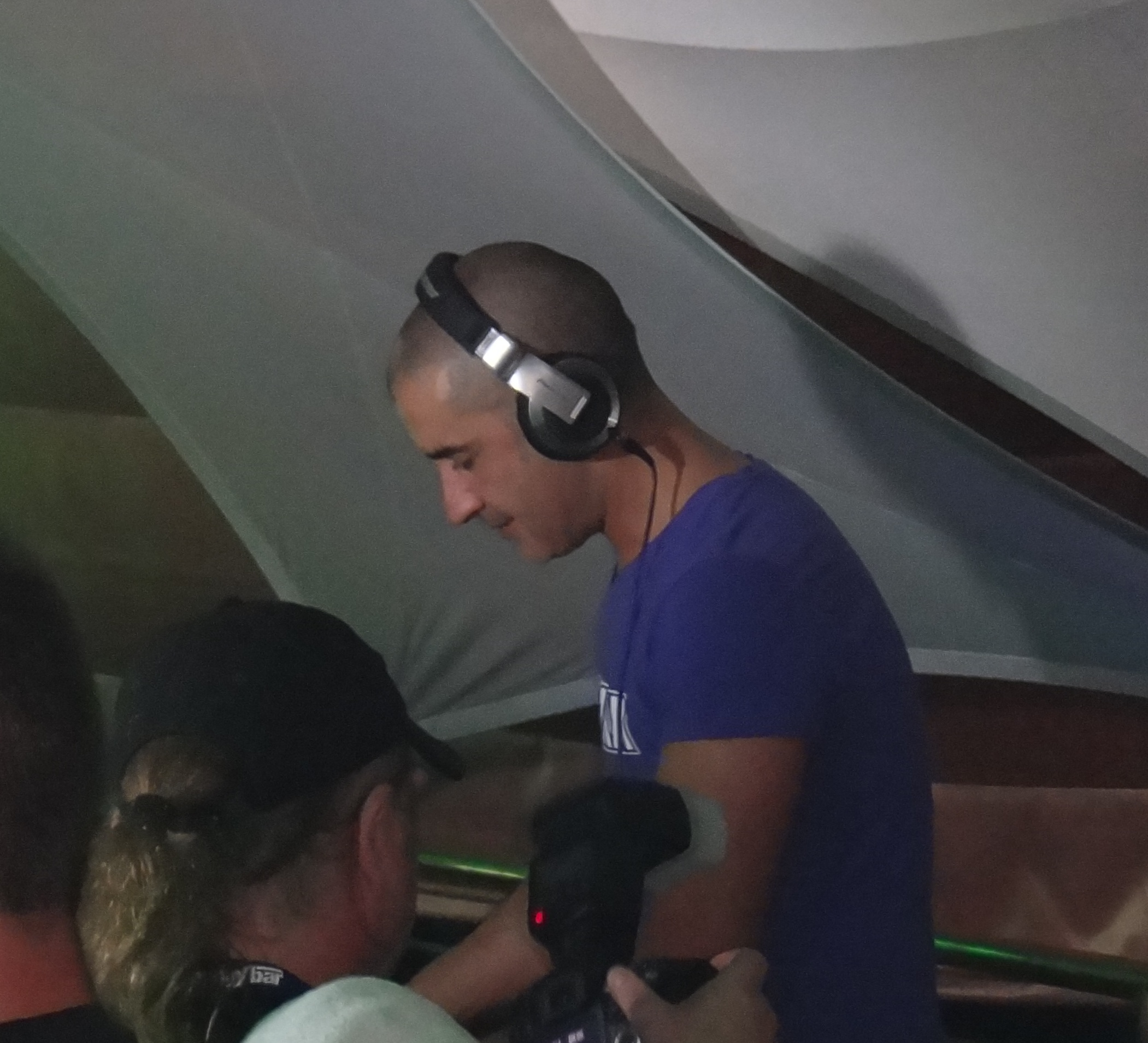
The Prophet, considéré comme le pionnier du genre hardstyle.

Les toutes premières sonorités du « hardstyle » peuvent être entendues à la fin des années 1990, une période parallèle au déclin de la scène musicale gabber néerlandaise causé par de nombreuses controverses sociétales et politiques. En 1998, quatre ans après la scission entre hardcore et happy hardcore, une minorité de musiciens néerlandais tels que The Prophet, Tuneboy et Dana van Dreven tentent de mêler le gabber à d'autres genres de musiques électroniques comme la hard trance, la house et de techno hardcore à un tempo ralenti, afin d'en tirer une sonorité plus accessible au grand public, ; ce nouveau type oscille plus précisément entre 130 et 160 BPM (anciens et nouveaux genres confondus).
Le hardstyle trouve ses origines à Amsterdam aux Pays-Bas, au début des années 2000 et se développe rapidement pendant la même période dans les pays limitrophes comme l'Angleterre, l'Italie et l'Allemagne,. En parallèle, Qlimax devient le premier plus grand festival à se spécialiser dans le hardstyle. En 2002, de nombreux labels discographiques émergent dont majoritairement ceux de Fusion et Scantraxx. Des chansons et albums hardstyle commencent à atteindre les classements musicaux européens comme en 2004 avec l'album Hardstyle Night qui atteint la 11e place des classements musicaux suisses pendant cinq semaines.

### Émergences nouvelles
Aux alentours de 2005, la première sonorité hardstyle, connue par rétronymie sous le terme de « early hardstyle » ou « oldschool hardstyle », est progressivement remplacée par un autre genre nommé « euphoric hardstyle » basé sur 150 BPM. Une nouvelle sonorité hardstyle nommée « hardstyle nu-style » apparait peu à peu sur la scène. Elle se caractérise pour la plupart des chansons, par le pitch shifting, une variation de la hauteur des kicks lorsqu'ils sont joués en même temps que la mélodie. Depuis la fin de l'année 2008, certains DJ, comme Headhunterz, D-Block & S-te-Fan, Frontliner, Scope DJ et autres, s'en rapprochent fortement en utilisant des kicks subissant une distorsion plus puissante, et des basses beaucoup plus lourdes, avec des mélodies plus enjouées qu'à l'accoutumée, mais ce style donne un côté plus commercial à la musique, ce qui rebute beaucoup de fans de longue date du hardstyle[réf. nécessaire], qui eux sont plus attachés aux mélodies simples et aux fameuses basses inversées chères au « early hardstyle »[réf. nécessaire]. De nombreux autres types de musiques liées au hardstyle émergent originellement en Europe, spécifiquement aux Pays-Bas. Dans certains pays d'Europe de l'Ouest, ces types de musiques se sont largement popularisées. En 2007, le hardstyle se popularise massivement dans des pays tels que la Belgique, la Pologne, l'Estonie, le Danemark, l'Afrique du Sud, et l'Australie. En parallèle, le hardstyle se populariserait également en Amérique du Sud et sur le continent africain. Depuis 2005, de nombreux albums atteignent les classements musicaux internationaux. En exemple, depuis la parution de son septième volume, la série des compilations Hardbass atteint les classements musicaux suisses et autrichiens.
En 2010, l'album Hardstyle Vol.21, mixé par Dutch Masterz et Wildstylez, atteint pendant une semaine les classements musicaux suisses et autrichiens à la 12e et 8e place, respectivement. Après une décennie d'existence le genre se popularise massivement aux États-Unis avec des producteurs comme Showtek et Headhunterz qui apparaissent auprès du grand public à des festivals comme l'Electric Daisy Carnival.
En février 2020, les membres du groupe Wasted Penguinz se séparent, permettant à Jon de partir, et à Pontuz de garder le nom du groupe au label Dirty Workz.

## Caractéristiques
La production et la réalisation du hardstyle s'effectue à l'aide d'un ou plusieurs logiciels audio-numériques spécialisés dans la création musicale par ordinateur qui peuvent notamment compter Cubase, FL Studio, Ableton Live, LMMS, Logic, Nuendo, ou Reason. Le hardstyle se caractérise typiquement par une ligne de kick profonds ou distordus automatiquement accompagnée de basses le plus souvent inversées et de nombreuses lignes de percussions courtes. Il se caractérise également par des mélodies et sons synthétisés dissonants et souvent également distordus avec un tempo oscillant entre 130 et 160 BPM.
La presse spécialisée se divise concernant les genres musicaux sur lesquels se repose originellement le hardstyle. Selon le site Fantazia, « le hardstyle s'inspire de la hard trance, du gabber et des musiques rave tirées de la hard house britannique et du jumpstyle. » Pour essiheart, le genre partage une sonorité similaire à celle du gabber et de la hard trance. Le magazine Vice note que le genre est directement associé au gabber, et DJ Rob, justement musicien gabber, explique que le hardstyle est partiellement associé à la hard trance, à la house et à la rave. Il répond que « le hardstyle a été créé par des vieux producteurs hardcore qui, il y a quelques années, avaient besoin de sons nouveaux et d’une évolution vers des styles de musique plus durs. Beaucoup d’influences de la house et de la scène rave ont aussi leur part dans le hardstyle. C’est plus commercial et c’est un genre maintenant important dans les festivals, l’argent est toujours là! » Pour Insomniac, « le hardstyle partage la grosse caisse du gabber et la réverbération constante de la hard trance. Il s'accompagne de voix robotiques démoniaques, de basses intenses et sourdes, et de synthés désaccordés. Et c'est rapide. Genre, 140-150 BPM. »
DJ Pangburn, de MTV Iggy, souligne l'usage redondant de la lettre Z chez les artistes et labels du hardstyle : « du côté des DJ et producteur il y a Wildstylez, Psyko Punkz, DJ Zany, Da Tweekaz, Wasted Penguinz, Headhunterz, Frequencerz, et Omegatypez (et encore plein d'autres). À la fin des labels, Dirty Workz et Diffuzion Records, et probablement une douzaine d'autres labels dont on n'a jamais entendu parler — le “Z” est sans aucun doute placé d'une manière stratégique. »

## Festivals

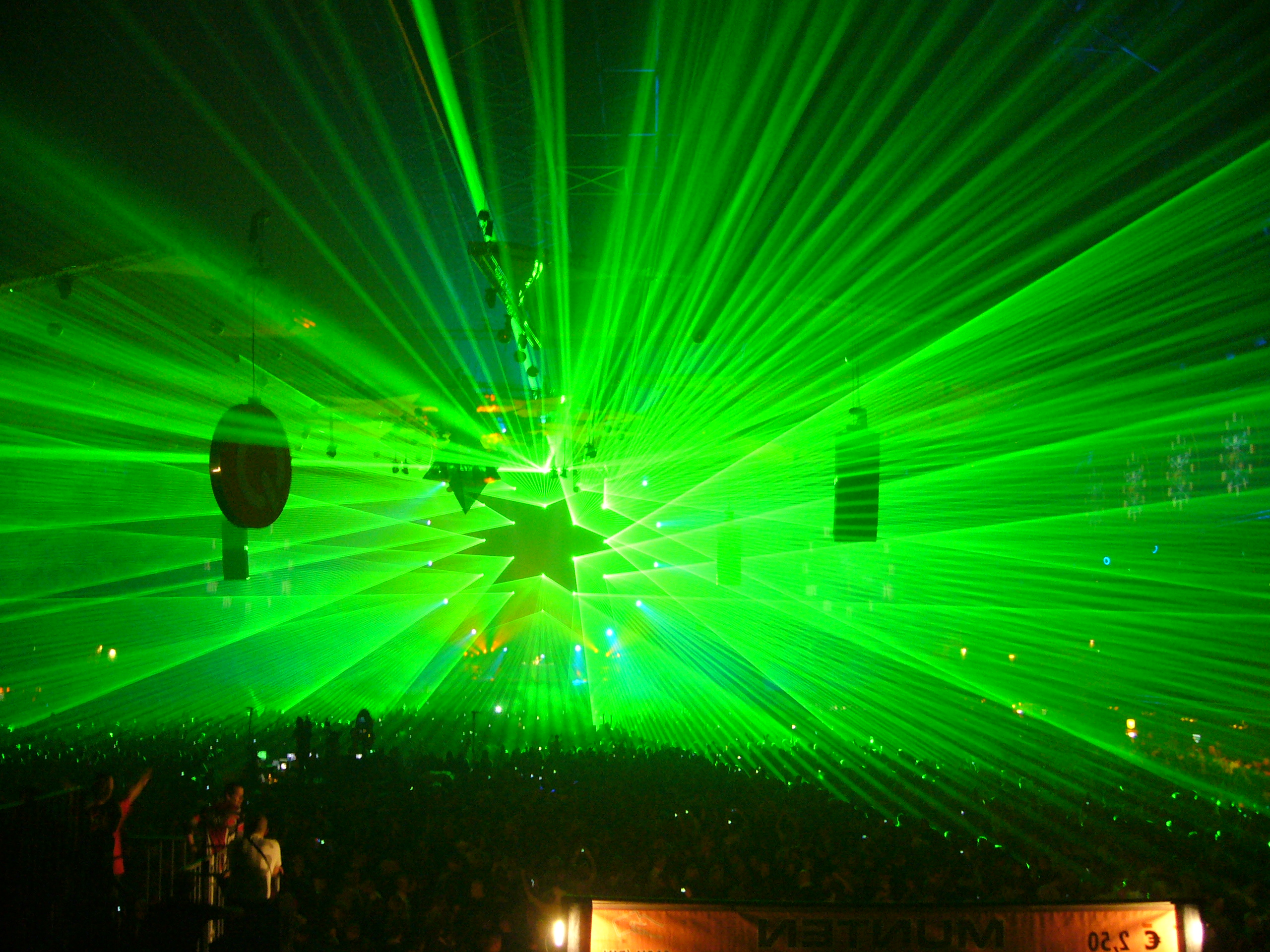
Qlimax, l'un des plus importants festivals de la scène hardstyle.

Les soirées hardstyle les plus importantes sont organisées par deux grands organismes que sont Q-dance et B2S : Qlimax, Defqon.1, Q-Base, In Qontrol, Iqon, Qountdown et X-Qlusive pour Q-dance ; Decibel, Hard Bass et Thrillogy pour B2S. La plupart de ces événements ont un concept évolutif permettant lors de la même soirée d'écouter du jumpstyle ou de la hard trance au début, du hardstyle principalement et du hardcore pour la fin de soirée.
Certains festivals comme Q-Base ou Defqon.1 de Q-dance réunissent beaucoup de styles différents, répartis dans différentes zones, dans lesquelles le visiteur est libre d'aller selon ses envies. Les festivals en Belgique sont organisés par Bass Events comme notamment Reverze, Bassleader, Adrenaline, Summer Festival, Syndrome Festival, ainsi que The Qontinent, en collaboration avec Q-dance. ID&T possède également un pied dans le marché avec Black (précédemment appelé Sensation Black). Ils organisent également le festival Tomorrowland en Belgique, où Q-dance possède sa propre scène hardstyle. Ces événements sont animés pour la plupart par des maîtres de cérémonie reconnus dans le monde du hardstyle, comme MC Ruffian, MC Villain, DV8 et Chucky.

## Artistes
Les artistes et groupes représentatifs du hardstyle incluent notamment : Adaro, Atmozfears, Blutonium Boy, Brennan Heart,,, Code Black, Coone,, Dana van Dreven, D-Block & S-te-Fan, Da Tweekaz,, DJ Tatanka, DJ Zany, Donkey Rollers, Frontliner, Gunz for Hire, Headhunterz, Noisecontrollers, Psyko Punkz, Ran-D, Showtek,  Sub Zero Project, The Prophet, Tuneboy, Wasted Penguinz, Wildstylez, Zatox.

## Sous-genres
Au début des années 2010, plusieurs musiciens tentent d'établir leurs sous-genres et variations du hardstyle. 

### Dubstyle
Le dubstyle désigne une nouvelle variation, ou sous-genre, du hardstyle, ayant émergé au début des années 2010 dont le nom est attribué à la fusion des genres hardstyle et dubstep. Le dubstyle utilise des wobble basslines accompagnés d'un kick distordu typique au hardstyle mêlés au rythme, au groove et au tempo du dubstep. Le genre est produit par des artistes tels que Obsidia et Zatox

### Euphoric hardstyle
À partir des années 2010, le mouvement tend vers une emphase plus mélodique ; le hard plus ancien a évolué vers le sous-genre euphoric hardstyle (hardstyle euphorique), caractérisé par des mélodies très émotionnelles et de lourds changements de ton. Les producteurs de hardstyle euphoriques notables incluent Wasted Penguinz, Headhunterz, et Da Tweekaz.

### Powerstomp
Le powerstomp (aussi appelé powerbounce) émerge à la fin des années 2000, à l'origine créé par les Britanniques DJ Kurt et Joey Riot. Les deux producteurs sortent à cette époque un mélange de UK hardcore et de hardstyle rapide. Des producteurs comme M-Project adopteront ce style dans les années 2010.

### Rawstyle
Depuis environ 2011, plus de termes pour identifier les développements du hardstyle ont été introduits. Le rawstyle est un type de hardstyle influencé par la techno hardcore hollandais ou le hardstyle plus ancien, ce qui donne des mélodies plus sombres, des éléments plus dissonants et des grosses caisses. Les artistes notables de rawstyle incluent Crypsis et  B-Front.

### Trapstyle
Le trapstyle est un sous-genre de la scène hardstyle lié à la trap qui a fait son apparition au milieu des années 2010 DJ Coone l'évoque dans son remix du morceau Techno de Yellow Claw, Diplo et LNY TNZ.